# Valmir Nunes
Valmir Nunes (Santos, 16 de janeiro de 1964) é um ultramaratonista brasileiro. Um ex-recordista mundial, que detém atualmente no Brasil e na América do Sul vários recordes de tempo em ultramaratonas.

## Carreira
Nunes, inicialmente encontrou o sucesso nas ultramaratonas de 100 km, ganhando o campeonato mundial em 1991.  Ele também chegou em primeiro lugar no Campeonato Nacional de 100 km dos EUA, terminando antes do primeiro estadunidense. Em 1995, Nunes bateu o recorde mundial dos 100 km, com um tempo de 6 horas, 18 minutos e 9 segundos em Winschoten, Holanda. Seu recorde não foi quebrado até 1998.
Nunes também foi bem sucedido nas corridas mais longas. Em 2001 ele venceu os 246 quilômetros (153 milhas) da Spartathlon na Grécia, no tempo de 23 horas, 18 minutos e 5 segundos. Ele detém o recorde do percurso das 135 milhas (217 km) da Badwater Ultramaraton. Em 2007, ele foi o primeiro corredor que completou a corrida em menos de 24 horas, estabelecendo o recorde em 22 horas, 51 minutos e 29 segundos. Durante a corrida, a temperatura alcançou 46° C (114° F).
Em Outubro de 2010, Nunes aos 46 anos de idade, tentou quebrar o recorde mundial de corrida em esteira 24 horas. Embora não tenha quebrado o recorde mundial de 257,8 km (160,2 mi), Nunes venceu a corrida, fazendo 215,60 km (133,97 mi).

### Treinador
Também treina vários corredores que competem em maratonas e ultramaratonas. Em 1998, Nunes incentivou a sua amiga, Sirlene Pinho, para começar a correr competitivamente. Ela já ganhou uma medalha de bronze na maratona nos Jogos Panamericanos de 2007.
Em 2010 ele lançou um livro sobre suas experiências em ultramaratonas.

## Leituras
- Nunes, Valmir (2010). Segredos de um Ultramaratonista. [S.l.]: Hemus. ISBN 9788528906134